# エフゲニー・エルギン
エフゲニー・エルギン（Evgeny Elgin、1987年3月10日 - ）は、エニセイSTMに所属するラグビーユニオン選手。

## プロフィール
- ロシア・クラスノヤルスク出身。
- ポジションはロック(LO)。
- 身長 190cm、体重 114kg
- ロシア代表キャップは32（2021年9月現在）。

## 略歴
2015年、エニセイSTMに加入。
2019年、ラグビーワールドカップ2019のロシア代表に選ばれた。